# Валентин Тублин
Валентин Соломонович Тублин е руско-съветски състезател и треньор и израелски треньор по стрелба с лък, автор на произведения в жанровете исторически роман (повест), детска литература, биография и фентъзи, както и преводач от иврит на руски.

## Биография
Роден е на 23 май 1934 г. в Ленинград, СССР. През 1944 г. постъпва в първия випуск на Ленинградското нахимовско военноморско училище (за деца на воини от Червената армия и на съветски партизани), по-късно е отчислен за недисциплинираност. Състезава се в отбора на училището по плуване. Завършва Ленинградския инженерно-строителен институт. Работи като инженер-изследовател.
Тренира спортна стрелба с лък, става майстор на спорта, а от 1964 г. работи като треньор. През 1991 г. емигрира в Израел и в периода 1991-1996 г. е треньор на израелския национален отбор по стрелба с лък.
Започва да публикува свои творби през 1963 г. в литературните списания „Звезда“ и „Нева“. Първата му книга „Златните ябълки на хесперидите“ е публикувана през 1976 г. Тя е фентъзи повест, свързана с мита за Херкулес. Членувал е в Съюза на писателите на СССР. Прави преводи на произведения от израелски автори на руски език.
Валентин Тублин живее в Израел.

## Произведения
- Золотые яблоки Гесперид (1976) – повест[1][2]
Златните ябълки на хесперидите, изд. „ОФ“, София (1980), прев. Донка Станкова
- Гонки в сентябре (1978) – повест за деца
- Испанский триумф (1982) – исторически повести
- Доказательства (1984) – повести
Доказателства, изд. „Медицина и физкултура“, София (1975), прев. Ана Ковачева
- Телефонный звонок в день рождения брата (1987)
- Заключительный период (1990) – сборник
- Дорога на Чанъань (1991) – историческа повест за поета от VIII век Ду Фу